# 春風DoReMi
春風DoReMi（日语：／ Harukaze Doremi），是日本動畫『小魔女DoReMi』中的架空角色之一，也是系列作中的主角之一，隸屬魔法堂（MAHO堂）的其中一名「小麻煩魔女」，也是故事中的核心角色。日本配音員為千葉千恵巳，中文版配音員為楊凱凱→林美秀(第二期31~49話)。

## 個人設定
1990年（平成2年） 7月30日出生，獅子座，與擔當角色劇中角色設定的馬越嘉彦同一天生日，血型B型，在小桃子加入魔法堂之前是所有人類魔女見習生中最早出生的。
住在架空的城市美空市美空町，家庭成員由編寫釣魚相關的作家的父親春風溪介，身為家庭主婦的母親春風遙及就讀幼稚園的妹妹春風泡泡四人所組成，另有住在飛驒市的祖父春風雄介和祖母春風陸。
小奏鳴曲幼稚園畢業後進入美空市立美空第一小學就讀，就讀班級為3年2班⇒4年2班⇒5年1班⇒6年1班，之後美空市立美空國中升學到市立美空高中。
經歷過一次大學考試落榜，四年制大學畢業後回到母校美空第一小學3年2班擔任教師
見習生服裝顏色為粉紅色，作為隨從的精靈為「多多」，波龍的音色為鋼琴音調，剛好對應其擅長的鋼琴，使用魔法的咒語為「霹靂卡 霹靂拉拉 波波力那貝貝魯多」。魔幻舞台咒語為「霹靂卡 霹靂拉拉 輕鬆開朗」。皇家使者咒語為｢霹靂卡 皇家使者｣。
名稱由來為唱名的前三個音調。
最喜愛的食物為牛排，但劇中除了五歲時的安慰餐外再也沒吃到過。

## 成為魔女見習生
從幼稚園開始就夢想成為魔女，還會自己自創咒語，某日，因為DoReMi強烈的願望需求而來到了「薪旗山莉卡的魔法堂」，並識破了店主魔女莉卡 的魔女身分導致她變成了魔女青蛙，為了讓魔女莉卡回復原貌同時賠償她無法做生意的損失，而開始進行了魔女見習生的修行，成為魔女的動機為「希望能鼓起勇氣向喜歡的男生告白」。
但因為太糊塗的緣故，不但初次變身失敗，魔法都施展的很爛，甚至連飛天掃把都不會控制，甚至還成為兩次測驗不合格，和數百年來最簡單的見習生第九級測驗不合格的魔女見習生。
第九級測驗為經由測驗官提示指定條件，來變出「世界上最美味的食物」，但卻被DoReMi任意腦補成牛排而導致不及格，還因為魔女批發商萊拉的到處宣傳而有名起來。
第三級測驗時在終點因為被作為陷阱的牛排攤吸引而不合格，但因為第三級測驗相當的困難，所以也少有魔女見習生合格過。
另一方面也有過一次跳級，在魔女世界的女王就任100周年紀念忘年會中因為獲得優勝，而向女王許願而跳級。
雖然本人非常的笨，但作為魔女見習生有一定的潛力。
最後與夥伴們決議不成為魔女。升上高中後為了幫助他人等多方原因而以「不對自己使用魔法」為條件而再次成為魔女見習生。高中畢業再次恢復普通人類的身份，但仍與居住在人間界的魔女們保持聯繫，尤其是小花。。

### 擺姿勢
在變身後都會說出「我是漂亮的俏魔女 ○○（プリティーウィッチ○○っち）」（「○○」則帶入當事人的名子），並擺出動作，本人的理由則表示「這是氣氛」，而後在其他夥伴加入後也會擺出類似的姿勢和此台詞，但音符和小桃子初次變身時尚未遇到Doremi，所以這個動作和台詞是否真為Doremi影響還不得而知。

### 小花真正的母親
在小學三年級的結業典禮後，目睹魔女的嬰兒小花誕生，並成為照料她的母親，雖然劇中的魔法堂全體魔女見習生都有小花母親的名義，但Doremi與小花卻最為親近，而且實際上在第二部第一話中，小花出生後第一眼看到的只有Doremi，女王也只任命Doremi為小花的母親，其他見習生只是負責協助幫忙而已，同時小花也是隨著時間的推進而將魔法堂其他見習生也一起視作母親。在第3部第28話中小花在呼喚她心目中的「媽媽」時，只有Doremi一人被帶到魔女世界；在第4部第1話的學校裡（6年1班的教室），一把抱住Doremi時也是喊她「媽媽」，以此可以得知小花心目中認定的真正母親只有Doremi一人。

### 與孫女的相見
小學五年級時、與隱瞞自己身分穿越時空，實為自己後代的華米（姓氏不明）見面，華米同樣是魔女見習生，但卻不知道Doremi的魔女見習生身分。來到過去是想告訴祖母Doremi魔女的存在，最終華米在魔法堂窗外目睹Doremi的變身和使用魔法，才得知Doremi也是魔女見習生，所以才會給幼年的自己講述魔女的故事。有與Doremi幾乎一模一樣的長髮，見習生服裝也和Doremi差異極少，而咒語使用「霹靂卡霹靂拉拉 波波力那貝貝魯多」和「世界最不幸美少女」的口頭禪，以及同樣喜愛牛排這點，都跟Doremi幾乎完全對應。
Doremi成年後的家庭情況不明，但從劇中可以得知，華米繼承了春風家的女兒節娃娃。

## 人物

### 外表
上有被稱作「丸子」的兩個圓形巨大髮髻作為招牌造型，在Doremi腦中想像自己變成魔女青蛙的時候也是同樣保留那對髮髻，隨著系列作的演進，髮髻也越來越小，升上高中時更只剩下半球。在小學三年級起那對髮髻就有如橡膠球般的彈力，動畫中也常有以那對髮髻所弄出來的笑點，頭髮和眼睛都是櫻桃紅色。
髮型是用不明的機器的弄出來的（在第一部的廣播劇CD中出現，除了有奇怪的機器音外其餘不明），但一直都沒有實際畫面，就連後續幫小花弄頭髮時都沒有畫出來，只有弄丸子頭的巨大機器音而已，第二季弄出髮型是與母親洗完澡後，母親用吹風機配合梳子弄出來的，小說版也有Doremi用梳子整理出丸子頭的描述。
放下頭髮的畫面不多，頭髮長過腰身，因為丸子頭的造型讓人比較習慣，所以基本上很少出現長髮的畫面，一直到成年之後才沒有再綁髮髻。

### 個性
自稱「世界上最不幸的美少女」，好奇心相當旺盛，有著凡事向前看的樂觀性格，個性相當善良，少有自私自利的情況出現，所以很受他人信任，但也因為這個個性導致容易受騙上當。
表面上常和自己的妹妹泡泡鬥嘴並被瞧不起，但實際上非常疼愛泡泡，泡泡和小花交換身分時也是她第一個看出端倪，在泡泡許多迷惘的關鍵時刻都是身為姊姊的DoReMi幫忙給提示或拉其一把。
過去其實非常頑皮，幼稚園時在羽月喜愛的兔子臉上塗鴉，小學入學式時嘲笑小竹尿褲子，二年級時更是在其抽屜裡放青蛙，但也因為自幼年時代起就常給大家帶來歡樂，也很容易跟他人成為朋友，包含關老師，班上同學和魔女世界女王都這樣肯定。
個性迷糊，而且可靠程度還不如泡泡，甚至後續回到母校就任教師時還因此在全校師生面前出糗。
絕對不會對有困難的人甚至是過去的敵人見死不救或幸災樂禍，所以容易打動他人的心，無論做什麼事都不會有罪悪感，甚至面對討厭的人碰到危機時會適時介入幫忙，就算是做了自己討厭的事也不會後悔，但相反的也因為這個個性而壓抑了自我。
對戀愛非常積極，但從小學就開始的失戀紀錄就不斷刷新，從第四部中期自己的妹妹泡泡被公敬告白，小說版羽月和矢田的戀情升溫，再到連玉木比她更早交男朋友而感到怨嘆，國二時還以為自己被小竹甩了，但實情只是小竹不知怎麼回覆情書罷了。
口頭禪為「我果然是世界上最不幸的美少女了〜！」（高中時變成「世界上最幸福的（15歳）美少女」），還有生氣時會左右擺動三次的「三段式嘟嘴」，這個技能也被小花還有精靈多多給繼承。
講話語尾時常帶有「……那個啊〜！」(なのさ～)的語癖。

### 興趣與嗜好
五歲時學過鋼琴，到現在都還會彈，其實也是因為母親嚴厲的訓練，希望DoReMi成為自己沒能當成的鋼琴演奏家，但因為鋼琴發表會因緊張而失敗，從此便討厭鋼琴。而之後母親為了讓DoReMi心中的陰影消失，所以忍痛賣掉鋼琴，後來因泡泡想學鋼琴的願望，所以父親再次買回了鋼琴，而因為泡泡的緣故，讓DoReMi也再次練習起了鋼琴。
在五歲時鋼琴發表會的回家途中在餐廳吃到牛排，所以從此以後就愛上了，還曾說出將來夢想是「開牛排館」，劇中有很多次吃到牛排的機會全都被錯過了，如第1部第45話中本來期待家中聖誕大餐有「牛排」，結果當晚卻是「雞腿排」，第3部第1話因為迎接小桃子而忘記晚餐有牛排，與華米的對話中知道她們學校營養午餐有牛排而表示羨慕，結果到小學畢業為止只成功在五歲那次吃到牛排而已，小說版原本還為了牛排，特別要到小學同學飯田佳苗家中開的牛排館打工，但隨後因拒絕不了魔女莉卡 的請求而作罷。
夏天會有「麥茶中毒」的徵狀。
「機動戰隊-正義特攻隊」的狂熱粉絲。後來還模仿組合成類似的「小魔女戰士-魔女特攻隊」，第1部第42話演出魔女粉紅戰士、第4部第24話則演出魔女紅戰士。

### 朋友關係
友人主要稱呼「どれみちゃん」，而關老師和男生們通常稱呼其姓氏「春風」，魔女莉卡是稱呼其名「DoReMi」，玉木麗香和島倉則稱呼「春風同學」，小竹則是稱呼其為「冒失咪」(どじみ)，美空高校的足球部成員則稱呼她為『經理』或『春風』甚至是『春風前輩』等稱呼、身為學妹兼好友的柏木千波則稱呼其為『DoReMi前輩』，相反的，小說版玉木和小竹都是直接稱呼其姓氏，不再使用敬語。
與魔法堂夥伴羽月從幼稚園開始就是一直同班的好友。
與冤家小竹哲也經常在鬥嘴，但其實對小竹也頗為在意，但在魔法堂甚至是全班裡面只有自己不知道小竹真正的心意，從幼稚園到國中就一直同班高中時因為在意小竹的緣故，在經由魔法堂其他成員和八卷老師的支持下成為足球隊的經理。雖然兩人在小學時期很常鬥嘴，但從國中之後情況漸漸趨緩，到高中時鬥嘴情況幾乎不再出現，在高三時接受小竹的告白，兩人開始成為情侶正式交往，甚至在小竹後續成為職業足球選手後還時常到場應援。
小花綁架事件後與FLAT4的小曉成為好友，但小說版對其感情表示困惑。
在橫川幸子的小說中不是演狗就是演巨大機器人，也曾在新作品中演主角，但被本人吐槽根本是外星人。
和玉木麗香是死對頭、但在桃子生日(2001年5月6日)時和玉木組成「千金二人組」，成效比「SOS三重奏」和「豐健二人組」好上很多、連對笑話都會嚴格把關的大阪人小愛和父親妹尾幸治都讚不絕口，之後「千金二人組」這個組合在學生會長選舉時再度登場，成功讓玉木當選學生會長。

### 其他
成績很悲慘，多次拿到不及格的成績，特別是算數更是其罩門，甚至只要看到有字的書就會睡著，一開始還把「薪旗山莉卡的魔法堂」看成「薪旗屋魔莉卡的魔法堂」，小說版稍有改善，但高中入學考試還是靠著羽月的補習才免於落榜，大學考試還落榜一次，靠小花的補習才得以再戰考上大學。
想像力很豐富，可以想到別人沒有的點子。
喜愛年輕的俊男，在兩位帥哥面前很容易搖擺不定。
曾參與電影試鏡會，但和玉木一起輸給音符。
每年的暑假作業都是最後一刻才趕完，而且還常寫到差點昏倒。小學4年級和小學6年級的暑假作業的作文部份在暑假結束時甚至完全沒寫。
不怎麼喜歡運動、也沒有特別擅長的，更不怎麼關心運動方面的事，小學時甚至連甲子園是什麼都不知道。
除了喜愛牛排外也很愛吃鯛魚燒，更曾經被愛子不小心吐槽滿腦子只想到食物。
成年後很常在小竹隸屬的橫濱水手隊有比賽時到場加油，甚至因為時常給對手球隊倒喝采而出名，還被自己任教的班上學生給認出來。
據配音員千葉千恵巳提到，當時試鏡資料中介紹的Doremi是希望能採用可以演活一個怪小孩的配音員，雖然讓她表示驚訝但還是嘗試了，結果試鏡三次後馬上被採用，讓千葉千恵巳本人感到震驚不已。
最早期設定時的主角名稱是音符(おんぷ），DoReMi這名稱最早是作為主角妹妹的名稱，且動畫也被命名為小魔女音符(おジャ魔女おんぷ)，但因為這個名稱早已被註冊所以作罷，於是製作團隊把主角的名稱改為DoReMi，並把主角妹妹的名子改為泡泡，音符則被修改為反派見習生的名稱。